# Sternotomis carbonaria
Sternotomis carbonaria là một loài bọ cánh cứng trong họ Cerambycidae.